# بنتلي إي أكس بي 10 سبيد 6
بنتلي إي أكس بي 10 سبيد 6  هي سيارة خارقة هجينة مبتكرة من بنتلي  ظهرت في معرض جنيف الدولي 2015.